# Kto pierwszy, ten lepszy
Kto pierwszy, ten lepszy – amerykańsko-niemiecka komedia romantyczna z 2002 roku.
Film był kręcony w Dallas, Fort Worth (Teksas, USA) i w Los Angeles (Kalifornia, USA) oraz w Nowym Jorku (Nowy Jork, USA).

## Obsada
- Elizabeth Hurley – jako Sara Moore
- Matthew Perry – jako Joe Tyler
- Bruce Campbell – jako Gordon Moore
- Vincent Pastore – jako Tony
- Cedric the Entertainer – jako Ray Harris
- Amy Adams – jako Kate
- Terry Crews – jako Vernon
- Joe Viterelli – jako gruby Charlie

## Opis fabuły
Joe musi dostarczyć Sarze pozew rozwodowy od jej męża. Kobieta proponuje mu milion dolarów w zamian dostarczenie jej pozwu Gordonowi. Gordon wynajmuje Tony'ego by dostarczył pozew Sarze. Rozpoczyna się wyścig o dostarczenie dokumentów.